# Саут Милс (Северна Каролина)
Саут Милс (енгл. South Mills) насељено је место без административног статуса у америчкој савезној држави Северна Каролина.

## Демографија
По попису из 2010. године број становника је 454.
| Група             | 2000.    | 2010.       |
| Белци             | 0 (0,0%) | 340 (74,9%) |
| Афроамериканци    | 0 (0,0%) | 74 (16,3%)  |
| Азијати           | 0 (0,0%) | 11 (2,4%)   |
| Хиспаноамериканци | 0 (0,0%) | 11 (2,4%)   |
| Укупно            | 0        | 454         |